# Dipartimento di Corpen Aike
Corpen Aike è un dipartimento collocato a sud-est della provincia argentina di Santa Cruz, con capitale Puerto Santa Cruz.

## Confini
Confina a nord con i dipartimenti di Río Chico e Magallanes, a est con l'oceano Atlantico, a sud con il dipartimento di Güer Aike e a ovest con il dipartimento di Lago Argentino.

## Società

### Evoluzione demografica
Secondo il censimento del 2010, su un territorio di 26.350 km², la popolazione ammontava a 11.093 abitanti.
Abitanti censiti

## Amministrazione
Il dipartimento è composto di due comuni (municipios):
- Comandante Luis Piedra Buena
- Puerto Santa Cruz